# Giuseppe Orlandoni

Bischofswappen von Giuseppe Orlandoni

Giuseppe Orlandoni (* 12. März 1939 in Castelfidardo) ist ein italienischer Priester und emeritierter Bischof von Senigallia.

## Leben
Giuseppe Orlandoni empfing am 11. September 1965 die Priesterweihe. Papst Johannes Paul II. ernannte ihn am 21. Januar 1997 zum Bischof von Senigallia und er wurde am 13. April desselben Jahres in das Amt eingeführt.
Die Bischofsweihe spendete ihm der Alterzbischof von Ravenna-Cervia, Ersilio Kardinal Tonini, am 5. April desselben Jahres; Mitkonsekratoren waren Luigi Conti, Bischof von Macerata-Tolentino-Recanati-Cingoli-Treia, und Odo Fusi Pecci, Altbischof von Senigallia. Sein Wahlspruch lautete In veritate et caritate.